# Литературный фонд

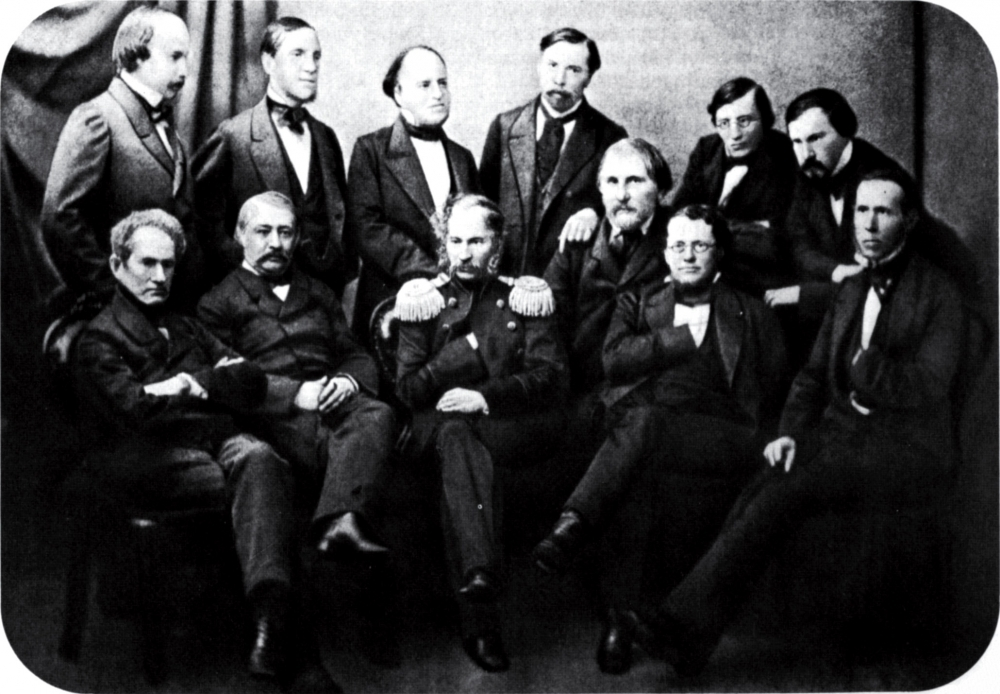
Первый комитет петербургского Литературного фонда. 1859 год.

Литературный фонд (официальное название — «Общество для пособия нуждающимся литераторам и учёным») — общественная организация, учреждённая в 1859 году в Санкт-Петербурге и прекратившая свою деятельность в первые годы после Октябрьской революции 1917 года.
Из провинциальных городов «Общества вспомоществования нуждающимся литераторам» существовали только в Одессе и Саратове.

## История создания
Мысль об основании в России по примеру английского Literary fund общества вспомоществования литераторам впервые была высказана писателем Александром Дружининым  и с большим сочувствием встречена его коллегами по цеху. Для организации общества Дружинин образовал кружок учредителей из 11 человек, в который вошли представители «Современника», «Отечественных Записок», «Библиотеки для чтения»: Иван Тургенев, Константин Кавелин, Павел Анненков, Николай Чернышевский, Александр Никитенко, Андрей Краевский, Степан Дудышкин, Алексей Галахов, Егор Ковалевский, Андрей Заболоцкий-Десятовский и сам Александр Дружинин. Проект устава общества, составленный Заблоцким-Десятовским и Кавелиным, 2 февраля 1859 года был подписан всеми учредителями и высочайше утверждён 7 августа 1859 года. Первое общее собрание учредителей состоялось 8 ноября 1859 года на квартире министра народного просвещения Евграфа Петровича Ковалевского. На «учредительном» собрании был избран Комитет из 12 человек, члены которого выбрали Егора Ковалевского его председателем, Кавелина — помощником председателя, Галахова — секретарём,  Краевского — казначеем.
Целью фонда являлось оказание вспомоществования нуждающимся осиротевшим семействам литераторов и учёных, а также тем литераторам и учёным, которые по преклонности лет или по иным причинам не могли содержать себя собственными трудами. По мысли его создателей, он мог также способствовать изданию полезных литературных и учёных трудов, которые не могли быть изданы самими авторами и переводчиками по недостатку средств (для осуществления этой задачи у Литературного фонда не хватало средств), а равно доставлять бедным даровитым молодым людям способы к окончанию их образования и приготовлению себя к литературной и учёной деятельности, а недостаточным учёным и литераторам — способы к путешествиям, необходимым для самоусовершенствования или для довершения предпринятого ими труда. Литературный фонд в некотором роде выполнял функции писательского профсоюза, однако его денежная помощь была не планомерной, а по большей части являлась эпизодическим «затыканием дыр».

## Структура

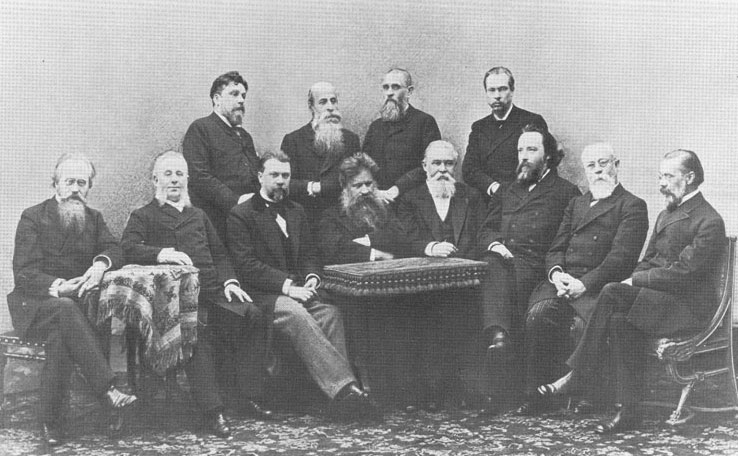
Комитет Литературного фонда, 1894 год. Слева направо сидят: Н. К. Михайловский, Я. Г. Гуревич, Е. Э. Картавцев, В. А. Манассеин, Н. С. Таганцев, Н. И. Кареев, К. К. Арсеньев, К. А. Поссе; стоят: К. М. Станюкович, П. И. Вейнберг, Ф. Ф. Воропонов, В. И. Семевский.

Общество не было профессиональной писательской организацией. Членами общества могли быть как русские писатели и учёные, так и другие лица, «сочувствующие отечественной литературе и просвещению». Чтобы быть избранным в члены общества, фактически достаточно было заявить о своём желании одному из членов комитета общества. На общих собраниях все члены пользовались правом голоса, но только литераторы и учёные могли быть избранными в должности по обществу (члены комитета и ревизионной комиссии).
В 1860 году, через год после основания общества, в нём состояло 580 членов. В 1868 году, после исключения неплательщиков взносов, количество членов уменьшилось более чем наполовину; в 1874 году возросло до 483; к 1 января 1884 года общество насчитывало 781 члена, к 1 января 1890 — 706, к 1 января 1895 — 605, к 1 января 1896 — 512.
Делами общества управлял комитет из 12 членов, избираемых на три года; каждый год четверо из них выбывали, и взамен избирались новые из кандидатов, предлагаемых комитетом (список кандидатов, предложенный комитетом, был не обязателен для общего собрания лишь в том случае, когда ревизионная комиссия найдёт действия комитета не соответствующими цели общества). Выбывший член комитета мог быть вновь избран не ранее, как через год по выбытии из него.
Комитет ежегодно избирал из своей среды председателя общества, а также его помощника, секретаря и казначея. Первым председателем общества избран был Е. П. Ковалевский; впоследствии председателями фонда состояли А. П. Заблоцкий-Десятовский, Я. К. Грот, Г. К. Репинский, В. П. Гаевский, Н. С. Таганцев, В. И. Сергеевич, К. К. Арсеньев, В. А. Манассеин. Всего в комитете уже до 1884 года перебывало 55 лиц, что говорило об отсутствии господства какой-либо одной литературной партии.

## Пособия
Комитет назначал пособия единовременные, продолжительные и постоянные (ежегодные пенсии инвалидам печати, их вдовам и детям). Позднее формы помощи нуждающимся писателям расширились: в 1865 году общество стало выдавать под 6 % годовых срочные кредиты — но не иначе как под благонадёжное поручительство и с материальною ответственностью тех членов комитета, которые участвовали в разрешении ссуды. С 1875 года комитет начал выдавать бессрочные ссуды, имеющие, в сущности, характер пособий. Среди получавших пособие была вдова Николая Некрасова Зинаида Николаевна Некрасова.
Сами члены комитета не имели права ни на ссуды, ни на пособия.
Комитет ежегодно отчитывался о своих действиях министру народного просвещения, поимённо называя всех, кто обращался к нему за помощью, и точно указывая основания, по которым были оказаны пособия, их размеры и форму. Такой же отчёт представлялся и ревизионной комиссии. В отчёте, рассматриваемом общим собранием и подлежащем оглашению, имена лиц, получивших вспомоществование не разглашались — исключение допускалось лишь по отношению к пособиям на издания литературных и учёных трудов и на окончание образования. Необходимость тайны падала лишь после смерти лиц, пользовавшихся помощью фонда. Оглашённые в печати сведения свидетельствуют, что к этой помощи приходилось прибегать и таким известным писателям, как А. П. Щапов, В. Ф. Корш, С. Я. Надсон, В. В. Крестовский, Н. В. Успенский. Пенсию от фонда в размере 300 рублей ежегодно получала до конца жизни и вдова В. Г. Белинского.

## Финансовые средства
Денежные средства общества образовывались из ежегодной субсидии в 1000 рублей от Министерства народного просвещения, членских взносов, единовременных пожертвований, пожалований высочайших особ, доходов от публичных чтений, концертов, спектаклей, издания литературных и учёных трудов. Так, ежегодно Александр II вносил в Фонд 1000 рублей, пожертвования делали императрица Мария Фёдоровна, великие княгини Елена Павловна и Александра Иосифовна, великие князья Константин Николаевич и Михаил Николаевич (Отдел рукописей РНБ. Ф. 438. Ед. хр. 9. Л. 67, 107, 138, 233; Ед. хр. 11. Л. 47).

#### Капитал
В первый же год своего существования Общество, имевшее при своём основании 2200 рублей, владело уже капиталом в 35 тысяч руб. и назначило пенсии 15 лицам на сумму в 3510 руб. и выдало 56 лицам 7500 руб. единовременных пособий. В 1866 году, хотя общая сумма выдач не превышала 3414 руб., в бюджете Общества образовался дефицит, и капитал его уменьшился до 33 тысяч рублей. В следующем году капитал общества возрос до 46 тысяч рублей, а пособий было выдано на сумму 10 тысяч рублей. С тех пор, за исключением годов Русско-турецкой войны, дела общества продолжали неизменно улучшаться.
В 1874 году был образован был неприкосновенный капитал, который мог расходоваться комитетом только с согласия общего собрания; к 1890 году он доходил до 138 тыс. руб., а через 5 лет неприкосновенный капитал более чем удвоился. Быстрое увеличение неприкосновенных капиталов общества объясняется крупными пожертвованиями отдельных лиц, из которых наиболее характеристично сделанное Г. З. Елисеевым: в 1876 году он выступил в «Отечественных Записках» с резкими нападками на Литературный фонд, а ознакомившись ближе с его деятельностью, завещал ему всё своё состояние, превышавшее 50 тыс. руб. Другое крупное пожертвование было сделано бывшим членом комитета А. Н. Плещеевым.
К 1884 году (25-летие существования Общества), наличность кассы доходила до 90½ тыс. руб.; доходы и расходы превышали 19 тыс. руб. К 1 января 1896 года общество имело в процентных бумагах 309 275 руб., в наличных деньгах — 12 418 руб. и в долгах — 2700 руб; неприкосновенные капиталы возросли до 320 038 руб., в том числе именных — 283 467 руб. Сверх того Литературному фонду принадлежало право собственности на сочинения В. М. Гаршина и С. Я. Надсона, а также на имения в Смоленской губернии, завещанные ему О. К. Палашковской (урождённой Арцимович), но находящиеся в пожизненном владении родных завещательницы.
Осенью 1879 в безвозмездное распоряжение Литературного фонда известный литератор, подполковник П. К. Мартьянов, предоставил несколько квартир 2-го этажа в своем доме, на Малой Охте (ныне - ул. Помяловского). Квартиры, с отоплением и прислугой, предназначались для открытия первого в С.-Петербурге приюта дешевых квартир для пособия неимущим литераторам и их семьям.
Слабее росли и сильно колебались текущие доходы фонда (в 1894 году — 26 516 руб., в 1895-м — 21 269 рублей). В 1894 году было израсходовано на пенсии 5808 рублей, на продолжительные пособия — 3892 рублей, на стипендии и на воспитание детей — 3043 рублей, на единовременные пособия и бессрочные ссуды — 10 169 рублей.

#### Взносы
Членский взнос составлял не менее 10 рублей в год или 100 рублей единовременно. Не уплатившие своих взносов более 2 лет считались по уставу выбывшими из общества. В первый же год существования общества до 100 человек не внесли определённых им взносов; на следующий год число это возросло до 200 при 580 наличных членах. В 1867 году число членов, уплативших свои взносы, понизилось до 95, и в 1868 году, когда комитет решился приступить к проверке своих членов на предмет уплаты взносов, их число после исключения из списков неплательщиков уменьшилось более чем наполовину. В 1890-е годы доход от членских взносов не доходил и до 4 тысяч рублей.
М. Е. Салтыков в своих «Недоконченных беседах» указывал на две категории лиц, более других обязанных прийти на помощь Литературному фонду: писателей вполне обеспеченных и книгопродавцев, «на костях литературы создавших свои более или менее значительные состояния». «Вестник Европы» неоднократно указывал и на третью, гораздо более многочисленную категорию — читателей:

нет человека сколько-нибудь образованного, в жизни которого не играла бы роль книга или, по крайней мере, газета, который бы не был чем-нибудь им обязан, не состоял бы в долгу перед ними. Участие в Литературном фонде — один из немногих способов уплатить хоть часть этого долга. Члены Литературного фонда должны были бы считаться не сотнями, а тысячами, десятками тысяч.
Первоначальная мысль инициатора Литературного фонда А. В. Дружинина, предлагавшего, чтобы писатели вносили в пользу фонда известный процент со своего литературного заработка, а издатели и журналов и газет — по 1 копейке с подписчика, не получила развития: в 1892 году этой «Дружининской копейки» поступило всего 155 рублей. Красноречивы и размеры «читательского рубля» — пожертвований от тех лиц, кто, любя литературу, не имел возможности сделаться членом фонда: в 1891 году эта рубрика доходов была представлена 3 рублями, в 1892 году — 10 руб., в 1894 году — 2 руб.

#### Прочие доходы
В 1912 году в качестве благотворительного спектакля в пользу фонда был поставлен одноактный балет «Бабочки» (хореография Михаила Фокина, музыка Роберта Шумана в оркестровке Николая Черепнина). Премьера состоялась 10 марта на сцене Мариинского театра, в главных партиях выступили Матильда Кшесинская и сам Фокин.

#### Касса взаимопомощи

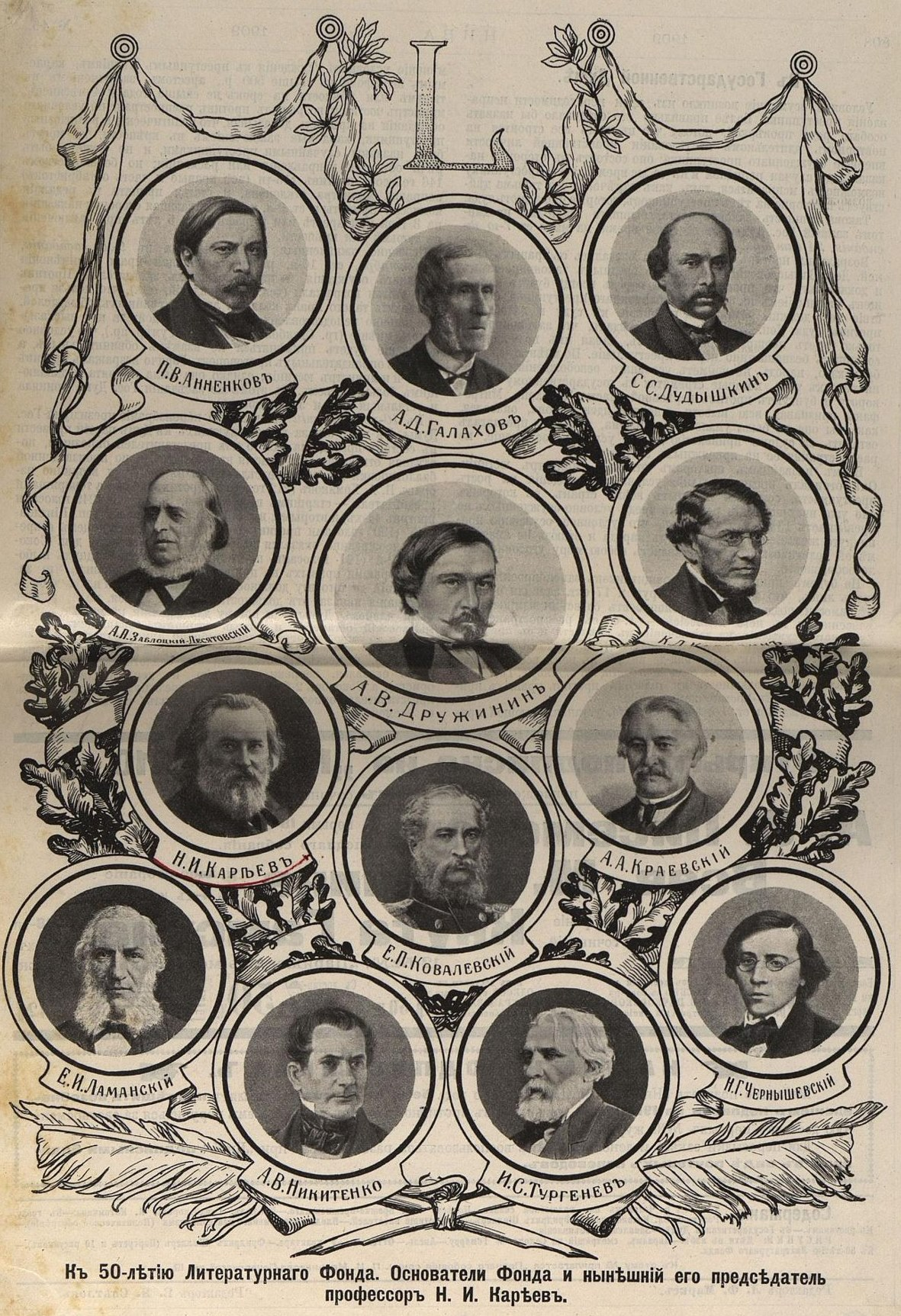
К 50-летию Литературного фонда. Основатели и председатель фонда профессор Н. И. Кареев.
Коллаж 1909 года.

В 1880 году Г. К. Градовский выступил с проектом реорганизации фонда на началах самопомощи: он предлагал основать пенсионную и эмеритальную кассу писателей, образовать комиссии для издания сочинений, оказывать содействие писателям в их сношениях с цензурою и издателями (посредничество между писателями и редакторами и издателями комитет Литературного фонда всегда принимал и принимает на себя, равно как и ходатайства в интересах отдельных лиц), ходатайствовать перед правительством о дополнении законов, относящихся к печати, литературной собственности и т. п. В 1882 году этот проект был отклонён общим собранием фонда.
В 1889 году Градовский предложил основать при Литературном фонде без всякого изменения его круга действий «кассу взаимопомощи литераторов и учёных», устав которой в 1890 году был одобрен общим собранием Литературного фонда и 9 ноября утверждён министром народного просвещения.
Касса отвечала идее взаимопомощи, покоясь на членских взносах — хотя в то же время для образования пенсионного фонда устав не исключал и частной благотворительности. Она исполняла одновременно роль как бы трёх учреждений: похоронной кассы, сберегательной кассы и страхования жизни на дожитие (пенсии). В участники кассы принимались все лица, причастные журнальному и литературному труду. Старший предельный возраст для вступления в кассу был установлен в 55 лет; правило это не распространялось на лиц, отказывающихся от участия в доставляемых кассою выгодах. Размер выдач, производимых кассой, был пропорционален взносу (существовало 8 разрядов — от 1 до 50 рублей и соответственно нормируемая ежегодная сумма) и числу наличных членов кассы в данный момент. Касса допускала учреждение филиальных отделений в тех городах России, где имелось достаточное число участников: в 1893 году такие отделения открыты в Москве и Юрьеве.
К концу первого года в кассе участвовало 95 человек, в 1893 году — 185, в 1894 году — 208. Большинство членов было записано по 3-рублёвому разряду. Сообразно числу членов, наследникам лица, состоявшего участником кассы по 1-рублёвому разряду, могло быть выдано в 1893 году — 179 руб., в 1894 году — 207 руб.; наследникам лица, состоявшего по 5-рублевому взносу — 891 руб. и 1036 рублей соответственно.
К 25-летнему юбилею своего существования Литературный фонд издал сборник «XXV лет» (СПб., 1884).